# Kładka Ojca Bernatka
Kładka Ojca Bernatka – kładka pieszo-rowerowa na Wiśle w Krakowie łącząca Kazimierz z Podgórzem, zbudowana w miejscu dawnego mostu Podgórskiego. Decyzją Rady Miasta Krakowa została nazwana imieniem o. Laetusa Bernatka, zakonnika, który na przełomie XIX i XX w. doprowadził do wybudowania budynków szpitala Bonifratrów w Krakowie.
Kładka, zbudowana według projektu Autorskiej Pracowni Projektowo-Plastycznej prof. Andrzeja Gettera, ma formę stalowego łuku rozpiętego pomiędzy istniejącymi przyczółkami mostu Podgórskiego, do którego podwieszone są dwa pomosty (jeden dla pieszych, drugi dla rowerzystów). Stalowy łuk ma długość 145 metrów, natomiast pomosty ok. 130 m. Całość konstrukcji waży ponad 700 ton, a koszt jej budowy to ponad 38 mln zł, z czego 15 mln zł pochodziło ze środków unijnych.
Powstanie kładki przyczyniło się do ożywienia kulturalnego, towarzyskiego i turystycznego prowadzących do niej ulic po obu stronach rzeki, a także przyległej części bulwarów wiślanych. Przywrócone zostało znaczenie dawnego traktu między placem Wolnica a Rynkiem Podgórskim wiodącego ulicami Mostową i Kazimierza Brodzińskiego.
Na kładce są umiejscowione balansujące rzeźby cyklu „Między niebem a ziemią” autorstwa wybitnego rzeźbiarza Jerzego Kędziory.

## Budowa kładki
Kładka początkowo budowana była na brzegu Wisły na Bulwarze Kurlandzkim (wzdłuż rzeki), dopiero po przygotowaniu całej konstrukcji na brzegu 19 czerwca 2010 została przerzucona za pomocą barek i dźwigów na drugi brzeg. Do użytku została oddana 30 września 2010.

## Nagrody
- 2011 – pierwsze miejsce w kategorii „kładki dla pieszych” w Konkursie Mostowym im. Maksymiliana Wolffa przeprowadzonym przez magazyn „Mosty”[6]. Szczególnie doceniono ciekawą formę architektoniczną kładki, stanowiącą istotny element krajobrazu krakowskich zabytkowych bulwarów.
- 2011 – pierwsze miejsce w kategorii „oświetlenie wybranej przestrzeni i obiektu” w konkursie „Na najlepiej oświetloną gminę i miasto 2010 roku” przeprowadzonym przez Polski Związek Przemysłu Oświetleniowego[7]. Szczególnie doceniono stałą iluminację kładki z wykorzystaniem dynamicznego systemu oświetlenia LED.

## Kontrowersje
- Część mieszkańców Krakowa krytykowała użyteczność kładki. Zbudowano ją w sąsiedztwie dwóch innych mostów, które już posiadają ciągi piesze o wystarczającej szerokości. Natomiast wydane na ten cel pieniądze można było przeznaczyć na remont ulic w mieście[8].

- Pojawiły się też obawy, iż kładka przyczyni się do procesu gentryfikacji Podgórza i jest użyteczna przede wszystkim dla turystów, a nie dla mieszkańców[9].

- Nadanie imienia kładce odbyło się przy sprzeciwie ze strony wielu mieszkańców miasta, jak i ze strony radnych Dzielnicy XIII Podgórze, którzy proponowali nazwanie jej kładką Podgórską lub kładką Karola (ze względu na stojący niegdyś w tej okolicy most Karola)[10].

- Kontrowersyjne jest również to, że realizowany projekt radykalnie odbiega od tego, który został wyłoniony w konkursie architektonicznym. To precedens, że konkurs wygrywa projekt, którego nie można zbudować i ulega on tak drastycznemu przekształceniu. Analiza porównawcza[11].

## Inne informacje
Kładka staje się miejscem zakochanych. Na barierze mostu zapięto już setki kłódek z wypisanymi, a nawet wygrawerowanymi na nich imionami, inicjałami, wyrazami miłości, datami. Zakochane pary wieszają kłódkę na moście, zatrzaskują ją, po czym wrzucają kluczyk do Wisły na znak, że ich uczucie pozostanie nierozerwalne do końca życia.
Kładka stała się więc tzw. mostem Miłości, przykładów którego istnieje wiele w Europie: florencki Ponte Vecchio nad rzeką Arno, rzymski Most Mulwijski, paryski Pont des Arts, a w Polsce: wrocławski Most Tumski, bydgoska kładka przy Operze Nova, warszawski Most Poniatowskiego.

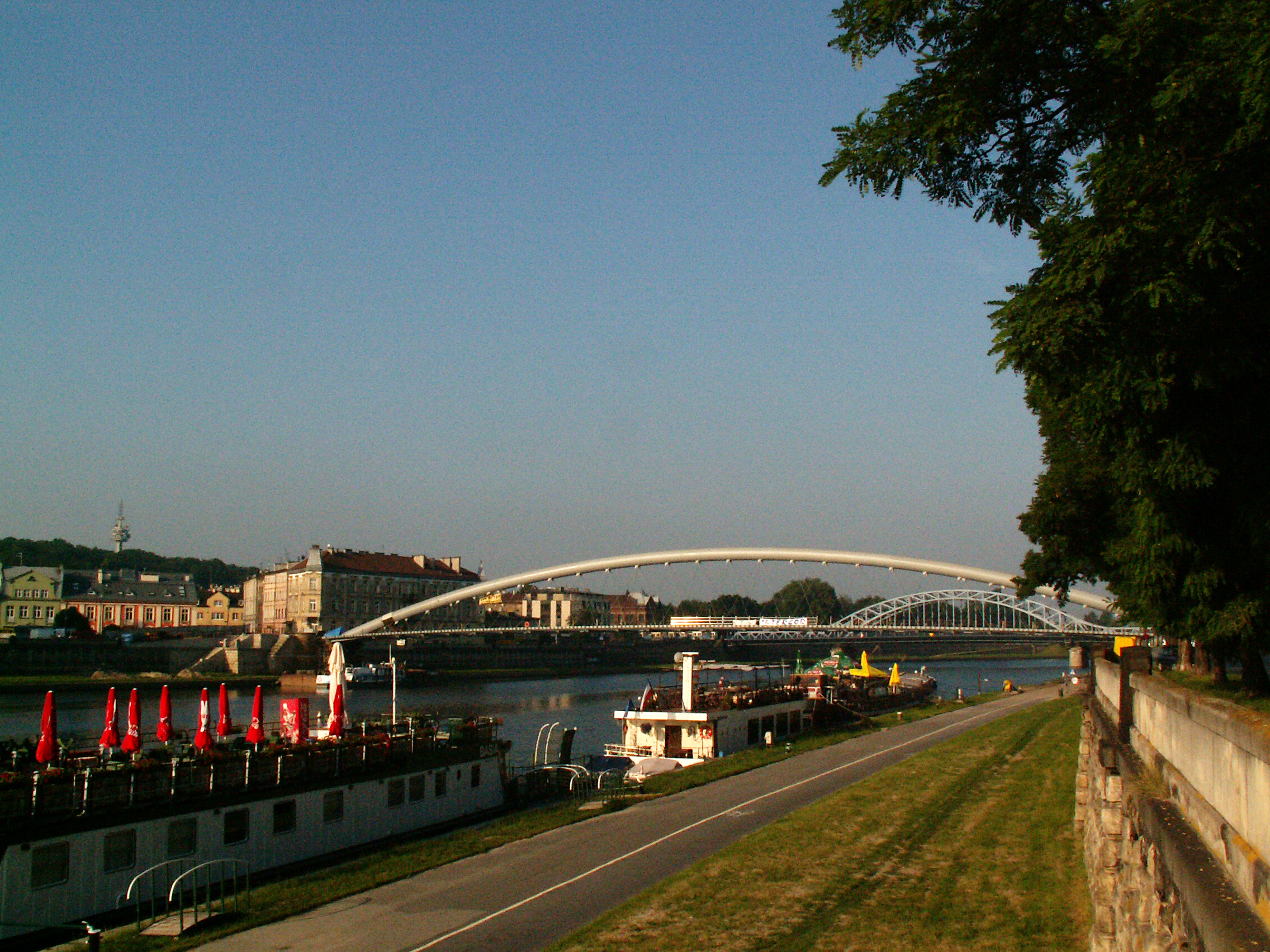
Kładka Ojca Bernatka i Bulwar Kurlandzki
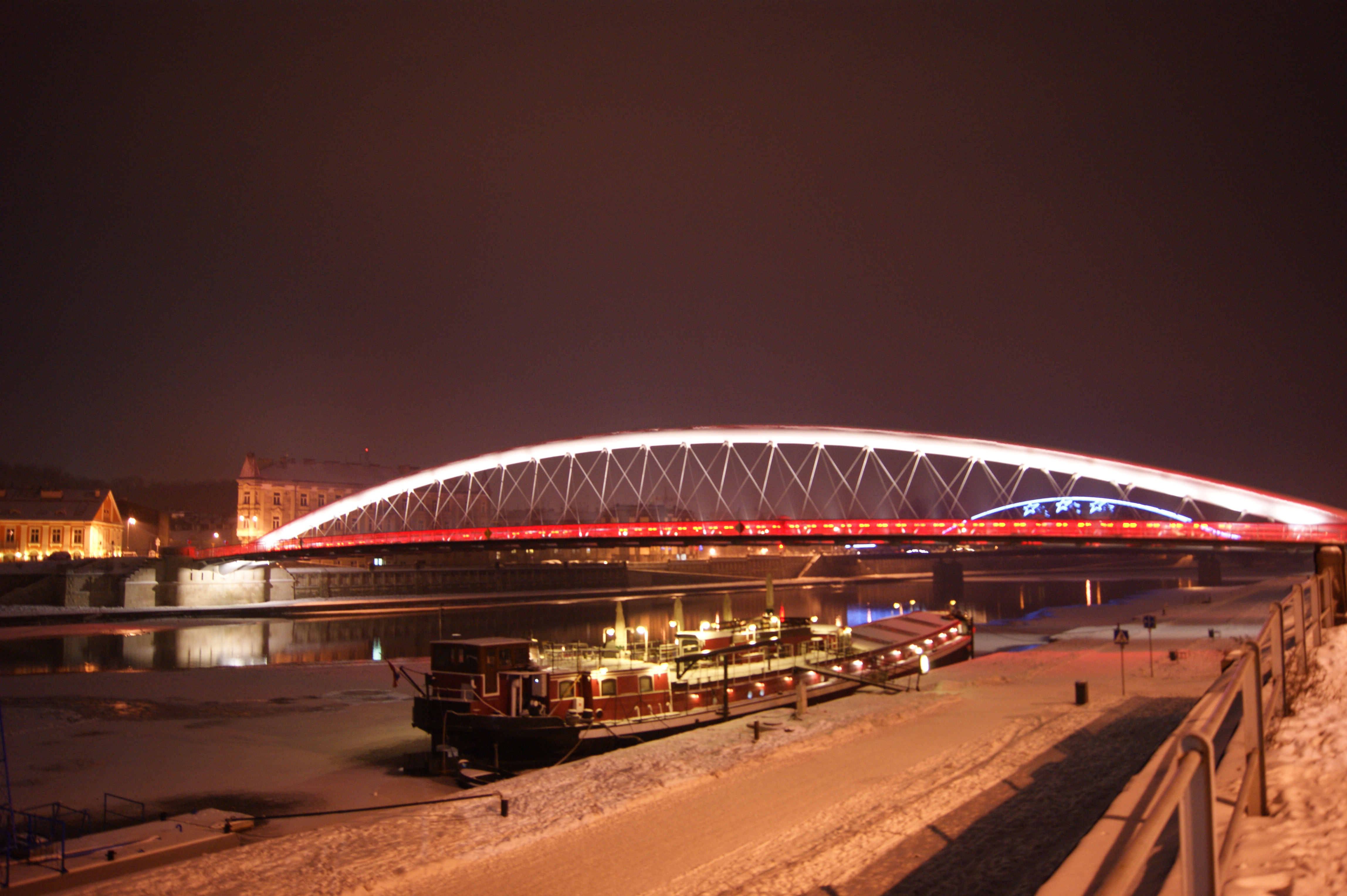
Zimową nocą
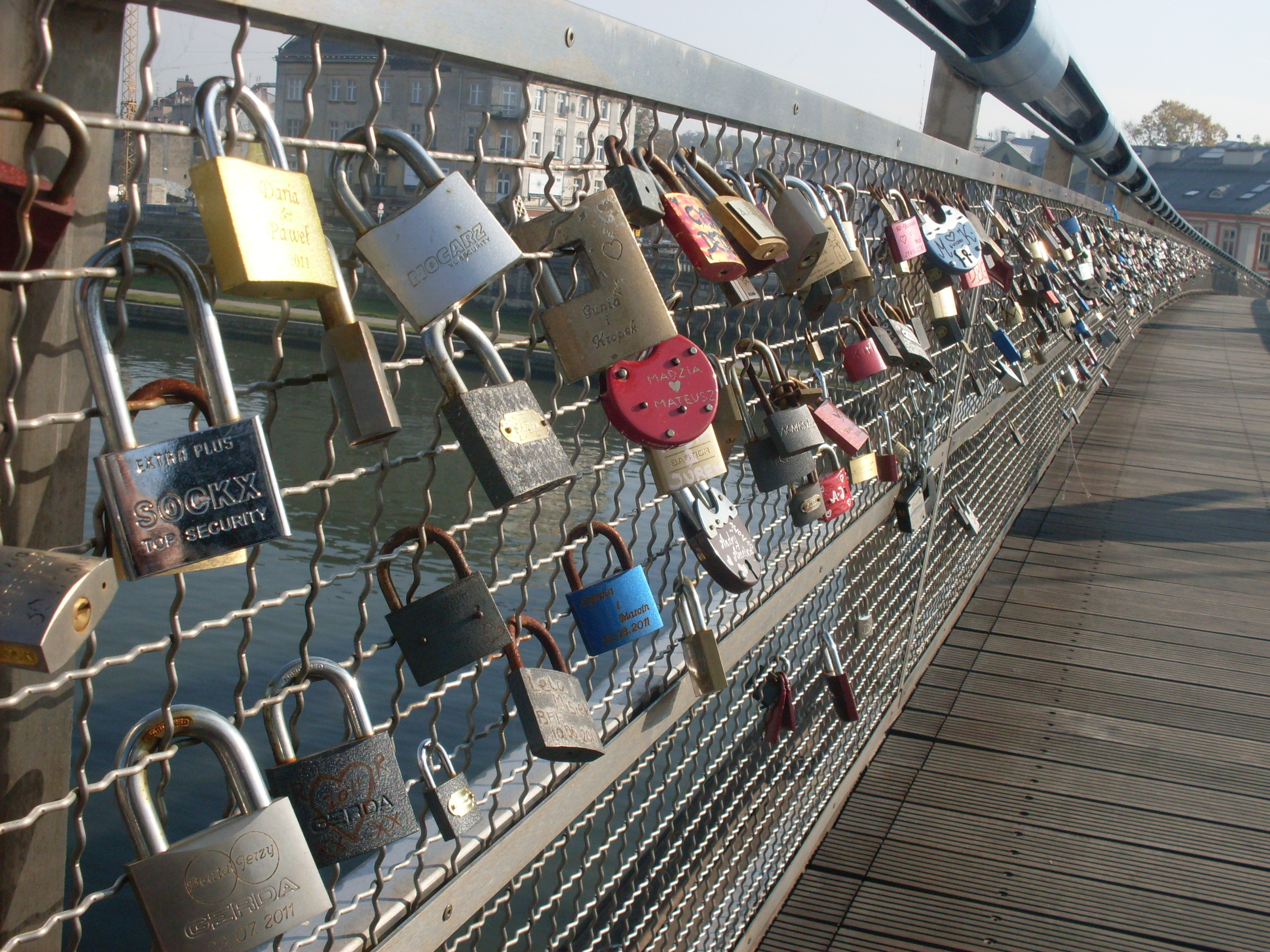
Kłódki miłości
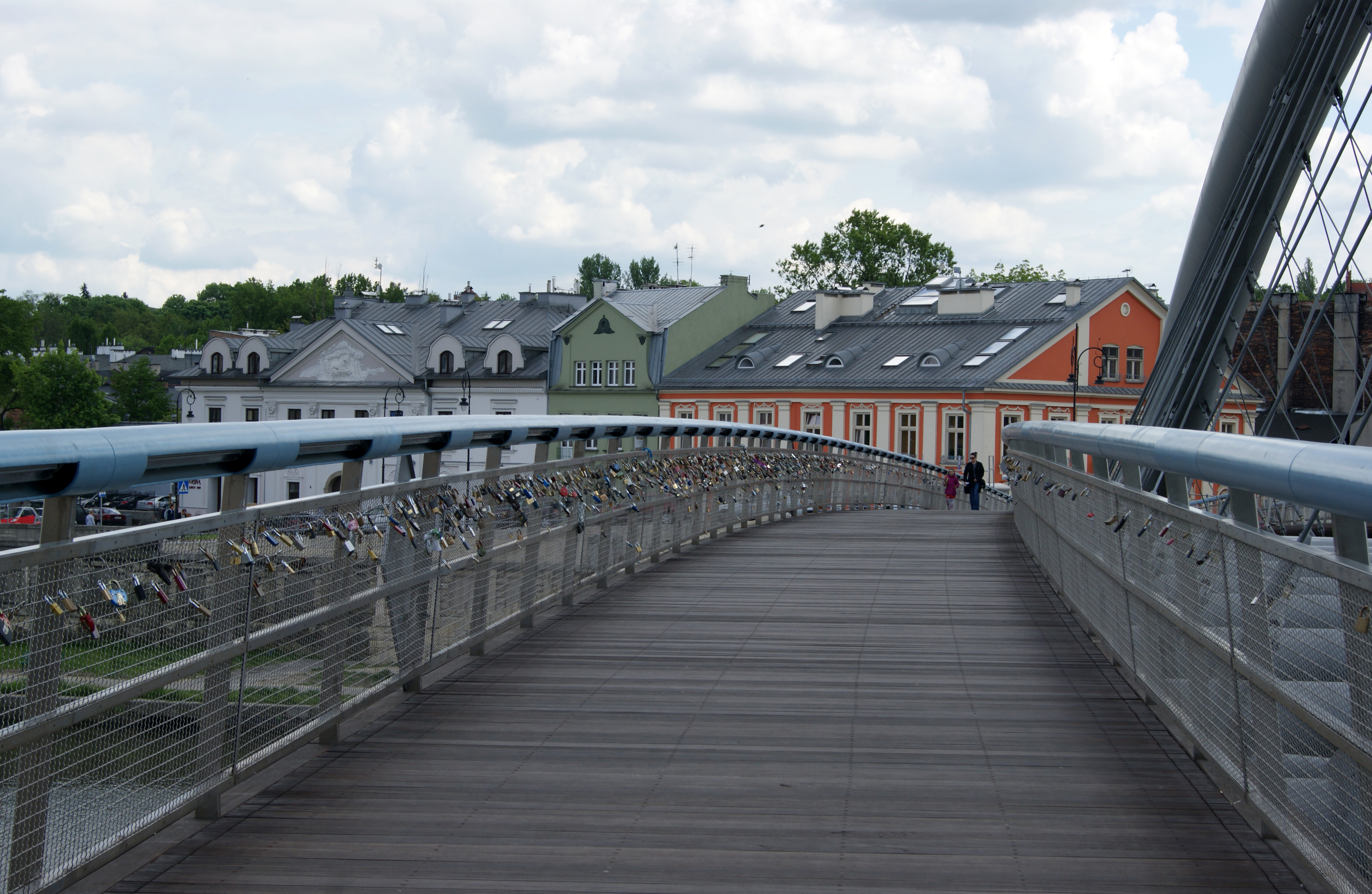
Kłódki miłości
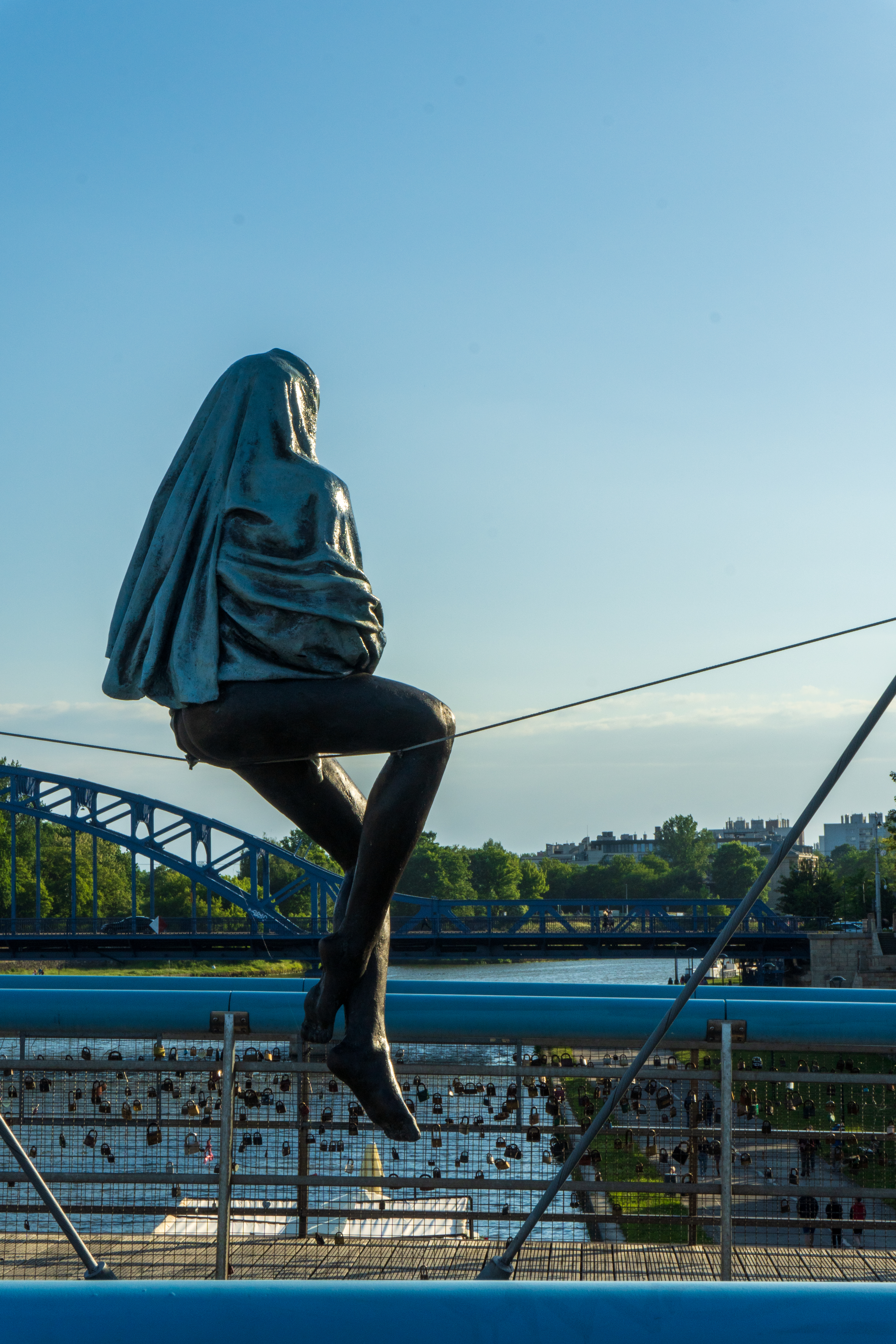
Jedna z rzeźb autorstwa Jerzego Kędziory
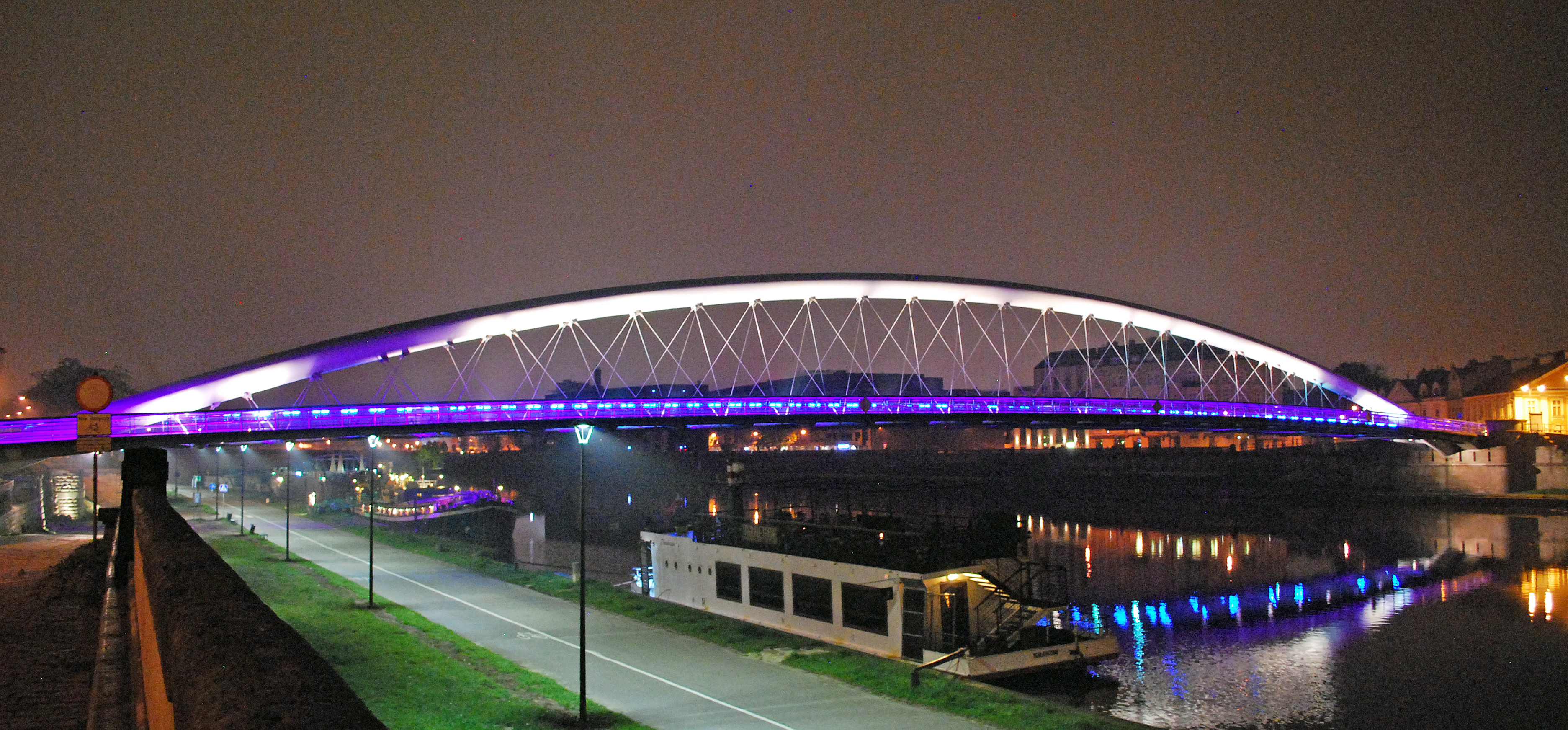
Most nagrodzono w kategorii „oświetlenie wybranej przestrzeni i obiektu”. Jedna z wersji kolorystycznych.
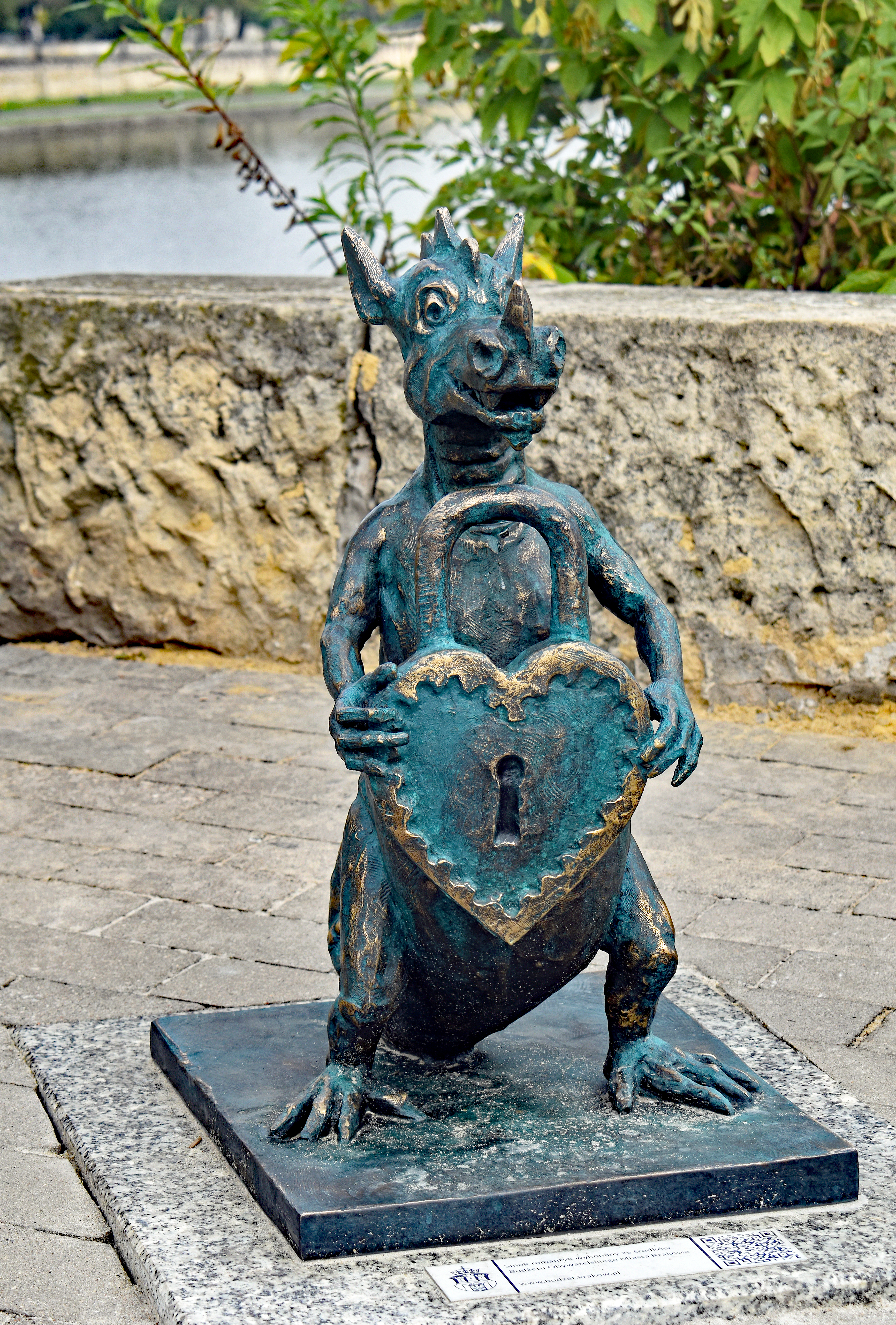
„Smok romantyk” ze „Smoczego szlaku”, znajdujący się obok kładki po stronie Podgórza